# 6338 Isaosato
6338 Isaosato eller 1992 UO4 är en asteroid i huvudbältet som upptäcktes den 26 oktober 1992 av de båda japanska astronomerna Kazuro Watanabe och Kin Endate vid Kitami-observatoriet. Den är uppkallad efter den japanska astronomen Isao Sato.
Asteroiden har en diameter på ungefär 23 kilometer.